# Aurus Senat
Aurus Senat (укр. Аурус Сенат) - російський автомобіль представницького класу, що виробляється ФГУП "НАМІ" в Москві і Соллерс-Елабуга у місті Елабуге Республіки Татарстан.
Випускається у двох типах кузова - седан Aurus Senat S600 і лімузин Aurus Senat Limousine L700. Броньований лімузин Aurus Senat є основним службовим автомобілем президента та прем'єр-міністра Росії. Ім'я моделі було обрано за назвою Сенатської вежі Московського Кремля.

## Опис

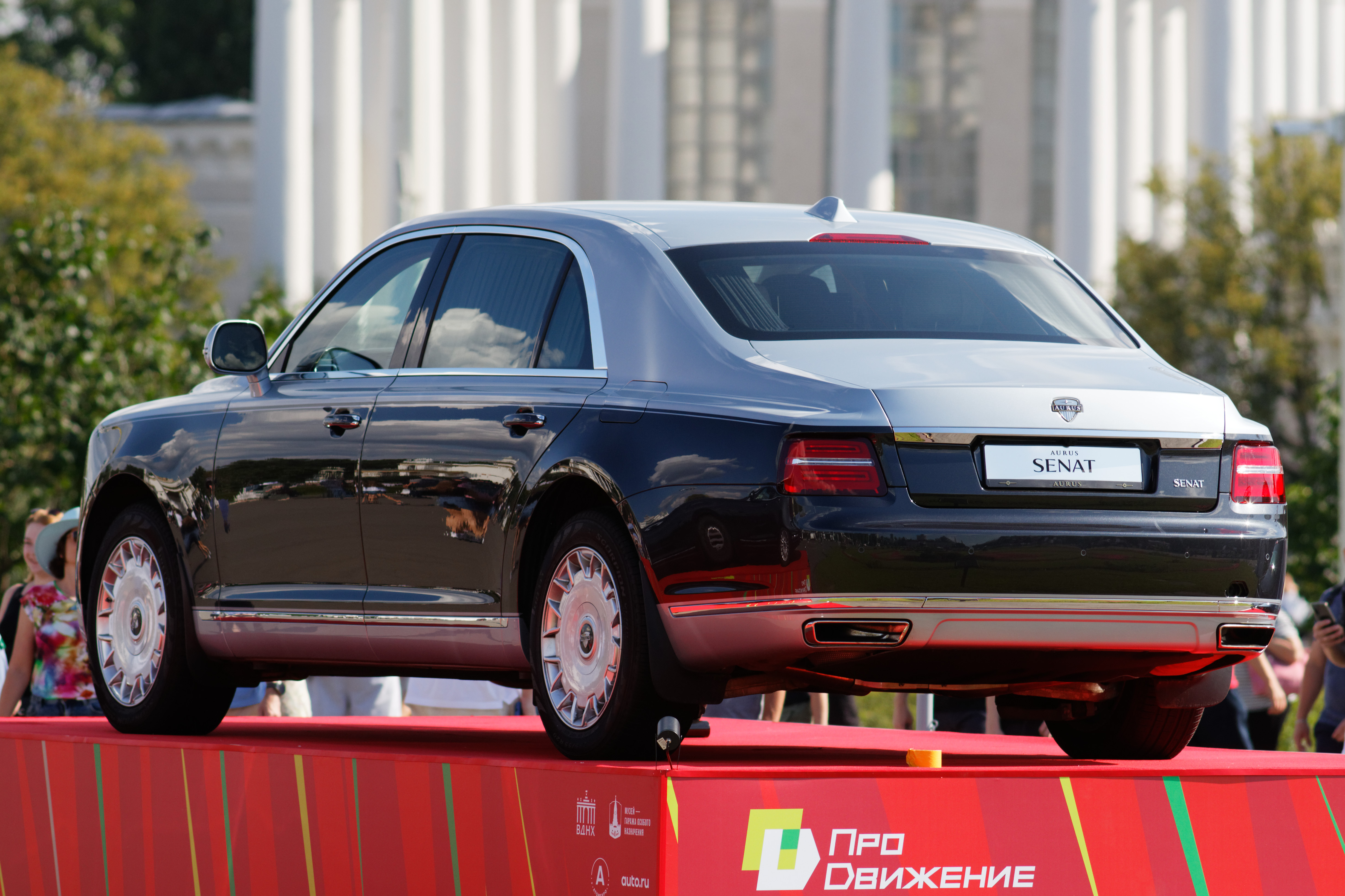

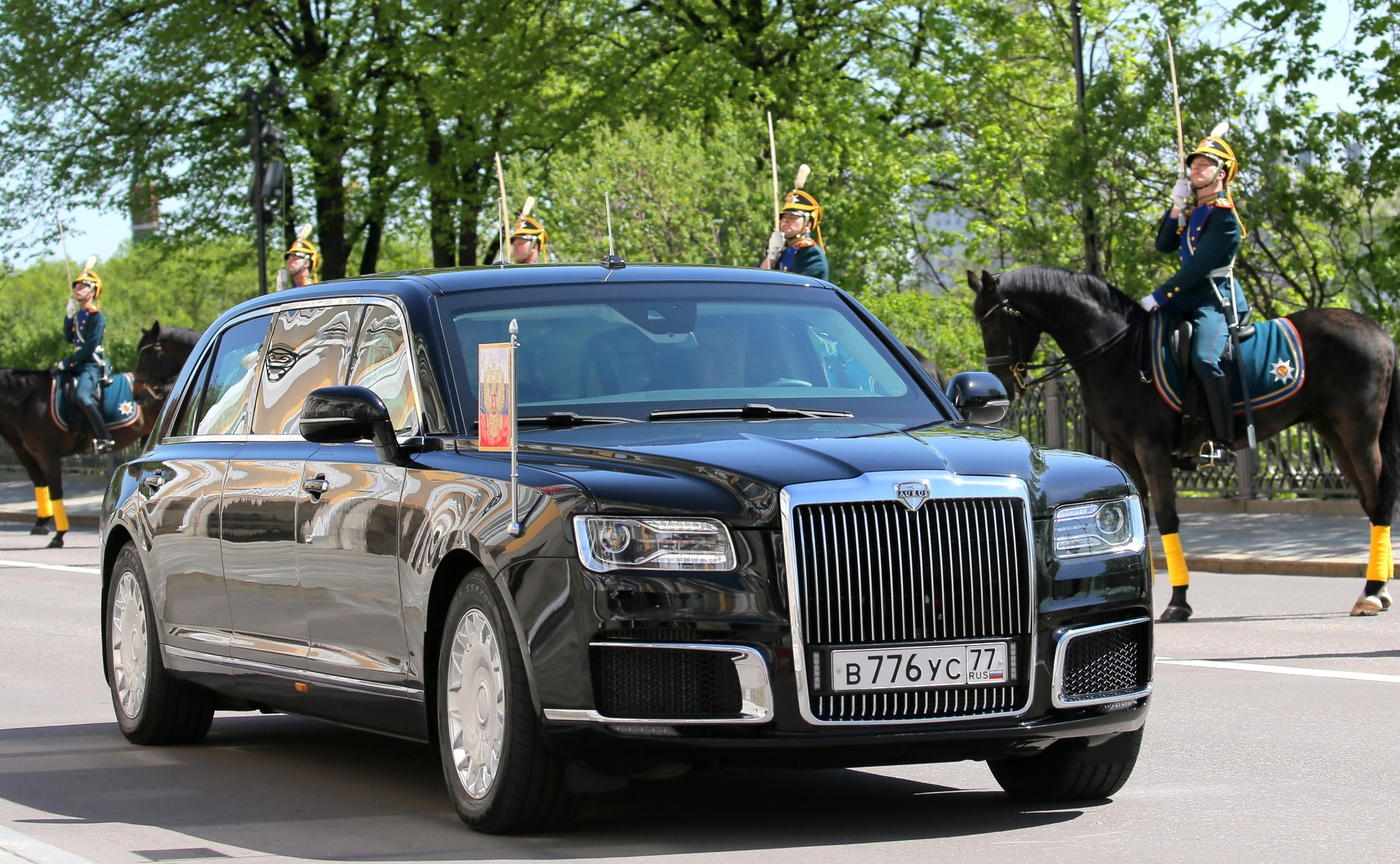
Лімузин Aurus-41231SB Senat L700

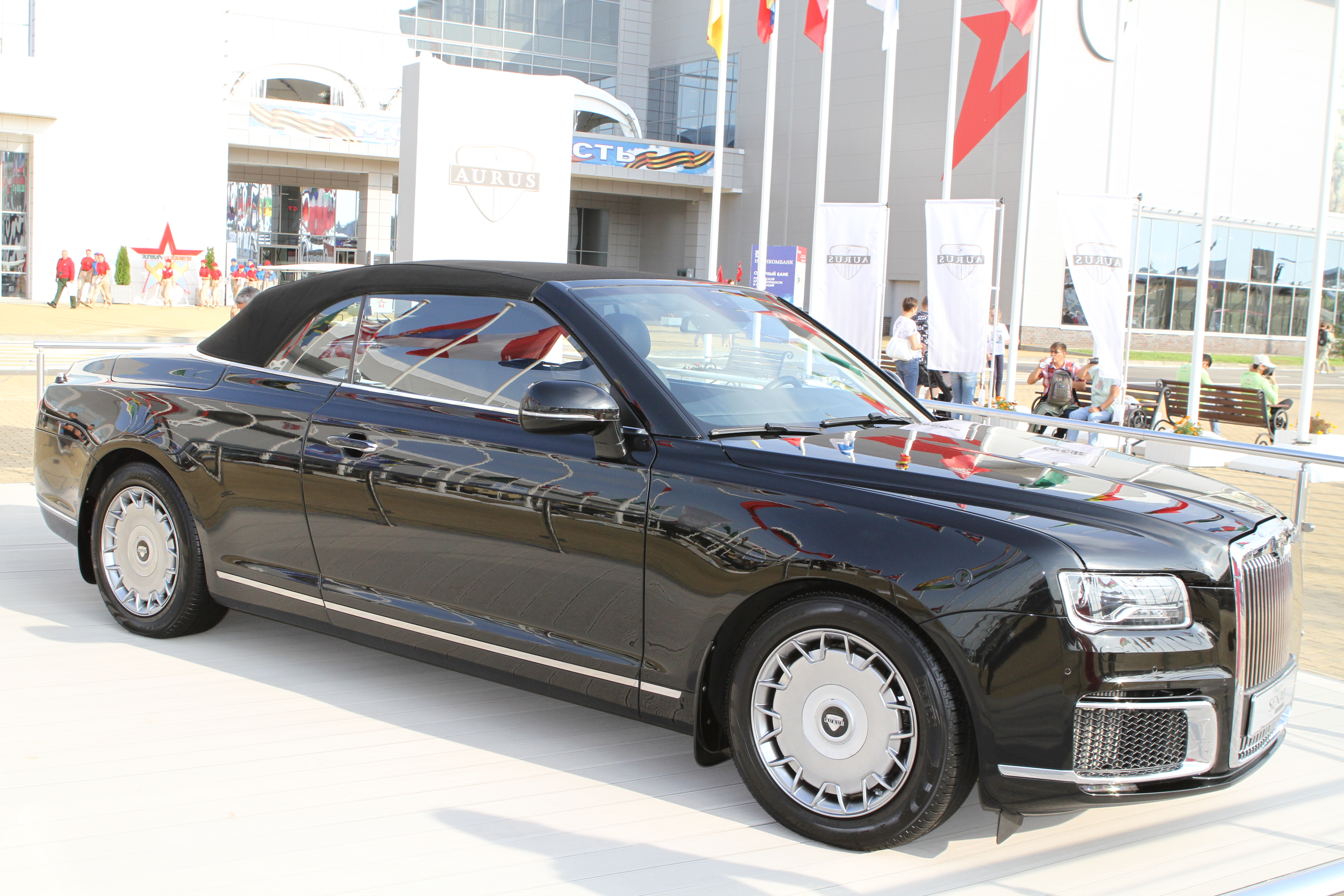
Кабріолет Aurus Senat-412314

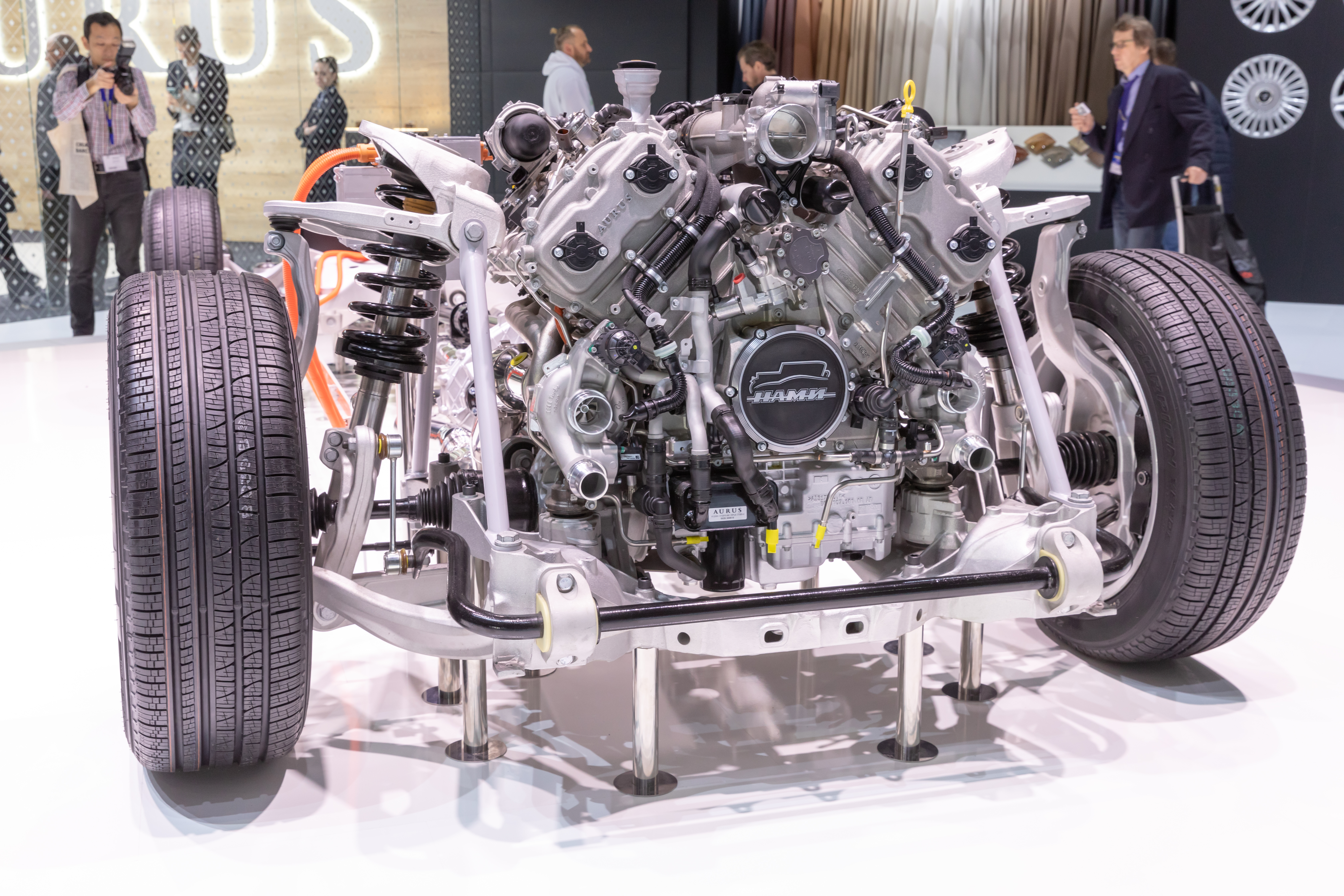
4.4 л НАМІ-4123 V8

Розробка автомобіля Aurus Senat велася з 2012 року ФГУП "НАМІ" у відділі під керівництвом Д. Пака в рамках проекту "Кортеж" зі створення автомобілів представницького класу для поїздок президента Росії. Вперше лімузин та седан Aurus Senat були представлені широкому загалу під час церемонії інавгурації президента Росії 7 травня 2018 року.
Саміт Росія — США в Гельсінкі 16 липня 2018 року став першою закордонною поїздкою президента Росії, де були залучені автомобілі Aurus. Лімузини, седани та мікроавтобуси були заздалегідь доставлені до столиці Фінляндії літаком.
Aurus Senat був представлений на ММАС-2018 та Женевському міжнародному автосалоні 2019. На базі седана «Aurus-412300 Senat» для Параду Перемоги зроблено три парадні кабріолети «Aurus-412314».
Aurus Senat оснащений гібридною силовою установкою, що включає бензиновий турбомотор V8 об'ємом 4,4 літри, розроблений за участю Porsche Engineering.
У серпні 2019 року на відкриття шоу-руму в Москві назвали базову вартість седана Aurus Senat – 18 млн руб. (близько 275 тис. доларів за курсом на той момент). Наприкінці лютого 2021 року адміністрація офіційної групи Aurus Russia у соціальній мережі ВКонтакте повідомила, що попередні договори укладаються за вартістю 22 млн руб. (Приблизно 296 тис. доларів за поточним курсом). Перші поставки клієнтам серійних автомобілів елабузького складання заплановані на травень 2021 року.
З вересня 2020 року Aurus Senat почав використовуватися в офіційних заходах главами суб'єктів Російської Федерації. Зокрема, білий седан використовувався під час інавгурації президента Республіки Татарстан.
На похороні трагічно загиблого голови МНС Євгена Зінічева, який пройшов 10 вересня 2021 року, було помічено катафалк, створений на базі Aurus Senat.

## Моделі
- Aurus Senat S600 (412300) — седан, довжина 5630 мм, ширина — 2018 мм, висота — 1717 мм, колісна база 3300 мм, вага — 2740 кг. Двигун: 4.4 л НАМІ-4123 V8 з подвійним турбонаддувом потужністю 598 к.с. і електродвигун 57 к.с., сумарною потужністю 660 к.с., крутним моментом 1000 Нм (з 2020)
- Aurus Senat S600 Armored (412301) — броньований седан
- Aurus Senat (412314) — кабріолет, всього виготовили 7 одиниці
- Aurus Senat Limousine L700 (41231SB) — броньований лімузин, довжина 6620 мм, ширина — 2020 мм, висота — 1695 мм.  Двигун: 4.4 л НАМІ-4123 V8 з подвійним турбонаддувом потужністю 598 к.с. і електродвмгун 57 к.с., сумарною потужністю 660 к.с., крутним моментом 1000 Нм

## Прототип
Rolls Royce Ghost
Rolls-Royce Phantom VIII
Rolls-Royce Dawn